# Alberto II da Bélgica
Alberto II (em francês: Albert II, completo: Albert Félix Humbert Théodore Christian Eugène Marie; Bruxelas, 6 de junho de 1934), foi o Rei dos Belgas de 1993 até sua abdicação, em favor de seu filho mais velho, Filipe, em 2013. Filho do rei Leopoldo III da Bélgica e de sua primeira esposa, a princesa Astrid da Suécia, Alberto ascendeu ao trono depois da morte de seu irmão mais velho, o rei Balduíno da Bélgica.
Sua irmã mais velha, a princesa Josefina Carlota da Bélgica, foi Grã-Duquesa de Luxemburgo através do casamento com o grão-duque João.

## Biografia
Alberto nasceu no Castelo de Stuyvenberg, tendo se tornado órfão de mãe quando tinha pouco mais de um ano de idade. Em maio de 1940, quando a Bélgica foi invadida pela Alemanha Nazista ele e seus irmãos mais velhos deixaram o país, tendo vivido primeiro na França e depois na Espanha. No entanto, pouco depois, em agosto, os três voltaram para a Bélgica, onde continuaram recebendo instrução privada até 1944, tanto no Castelo de Laeken como no de Castelo de Ciergnon, em Ardenas
Em julho de 1944, quando as tropas aliadas chegam à Bélgica, Alberto, seu pai, madrasta e irmãos foram enviados para Hirschtein, na Alemanha, e depois para Strobl, na Áustria. A família foi libertada pelas tropas aliadas em 7 de maio de 1945, porém devido à situação política na Bélgica, se instalou em Pregny, na Suíça, de onde só saiu em 1950. 
Enquanto morou na Suíça, Alberto estudou no Instituto Le Rosey, em Genebra, onde completou sua educação pré-universitária.
Depois estudou ciências humanas em Roma, especializando-se em Línguas Latinas e grego.
Entre 1953 e 1958, serviu na Marinha da Bélgica.
Em 1962 foi nomeado Presidente de Honra do Serviço Belga de Comércio Exterior, cargo que ocupou durante 31 anos, até ser entronizado como Rei dos Belgas. Também foi Presidente do Conselho de Desenvolvimento entre 1954 e 1992 e Presidente da Cruz Vermelha da Bélgica entre 1958 1993.

## Ascensão e abdicação
Em 1951, Alberto tornou-se herdeiro presuntivo após a ascensão de seu irmão Balduíno, que na época não era casado e nem tinha descendentes, como Rei dos Belgas.
Antes de sua ascensão ao trono belga, era titulado como Príncipe de Liège.
Com a inesperada morte de seu irmão aos 63 anos de idade, que apesar de casado não tinha filhos, Alberto foi entronizado como Rei dos Belgas em 31 de julho de 1993.
Ele abdicou em julho de 2013, alegando que sua idade e saúde já não permitiam que exercesse suas funções como gostaria.

## Casamento e filhos
Alberto casou-se em Bruxelas, em 2 de julho de 1959, com a princesa Paula Ruffo di Calabria, com quem teve três filhos:
- Filipe da Bélgica, (15 de abril de 1960). Casou-se com Matilde d'Udekem d'Acoz em 1999;
- Astrid da Bélgica, (5 de junho de 1962). Casou-se com o arquiduque Lorenzo da Áustria-Este em 1983;
- Lourenço da Bélgica, (19 de outubro de 1963 -). Casou-se com Claire Coombs em 2003.

## Filha ilegítima
Foi no final dos anos 1990, após a divulgação de uma biografia não autorizada sobre sua esposa, que a imprensa noticiou que Alberto seria pai de uma filha ilegítima, Delphine Boël, cuja mãe era a baronesa Sybille de Selys Longchamps.
No entanto, foi só após a abdicação de Alberto como Rei da Bélgica, em 2013, que Delphine levou o caso aos tribunais, que obrigaram Alberto a se submeter a um teste de DNA em maio de 2019. O teste, cujo resultado foi conhecido apenas meses depois, confirmou a paternidade, que veio a ser assumida por ele publicamente em janeiro de 2020. "Quero por fim a este doloroso processo", disse através de seus advogados, o que causou novas críticas por ele jamais ter cooperado espontaneamente com a Justiça para a solução do caso. "Sempre se negou a colaborar com a justiça", escreveu a revista Caras de Portugal em 2019.
Em 1º de outubro de 2020, a Justiça belga também decretou que Delphine teria oficialmente o direito de usar o título de "Princesa da Bélgica", de ser tratada como "Sua Alteza Real" e de usar o sobrenome do pai, o de "Saxe-Coburgo-Gotha". Ela também agora tem direito a uma parte da herança privada pessoal de Alberto.
No dia 27 de outubro de 2020, o Palácio Real de Bruxelas divulgou uma nota em seu website, com uma foto, anunciando que Alberto e sua esposa Paola da Bélgica haviam se encontrado com Delphine dois dias antes. "É hora de perdoar", dizia parte da nota.

## Patrimônio
Em setembro de 2007, após boatos de que o rei tinha um patrimônio de 2 bilhões de euros, Pierre-Emmanuel De Bauw, porta-voz do Palácio Real de Bruxelas, afirmou ao jornal La Libre que os rumores eram "fantasia". De acordo com De Bauw, Albert II possuía então uma renda anual de 12,4 milhões de euros para sustentar sua família e residências e pagar seus funcionários, viagens e eventos como anfitrião. O rei é também dono de uma propriedade no sul da França e de um iate, Alpa II, avaliados juntos em 2,8 milhões de euros.

Em novembro de 2013, foi anunciado pela imprensa que Alberto considerava insuficiente a “dotação” anual de cerca de 923 mil euros (quase 77 mil euros por mês) que lhe havia sido atribuída pelo Estado depois da sua abdicação. Além dos 923 mil euros por ano brutos (cerca de 700 mil líquidos), o ex-rei continuou a ter direito de manter à sua disposição uma equipa de dez colaboradores e um corpo de seguranças particulares.

Monograma Real do Rei Alberto II da Bélgica

## Títulos, estilos e armas

### Títulos e estilos
- 6 de junho de 1934 – 7 de junho de 1934: Sua Alteza Real, o Príncipe Alberto da Bélgica
- 7 de junho de 1934 – 9 de agosto de 1993: Sua Alteza Real, o Príncipe de Liège
- 9 de agosto de 1993 – 21 de julho de 2013: Sua Majestade, o Rei dos Belgas
- 21 de julho de 2013 – presente: Sua Majestade, o Rei Alberto II dos Belgas

### Armas

Brasão do Rei dos Belgas

Estandarte Pessoal do Rei Alberto II.

## Condecorações
- Confrade Honorário - Cancelário (Confraria do Vinho do Porto) (24 de maio de 1990)
- Grão-Mestre da Ordem de Leopoldo
- Grão-Mestre da Ordem da Estrela Africana (fim dormente)
- Grão-Mestre da Ordem Real do Leão (fim dormente)
- Grão-Mestre da Ordem da Coroa
- Grão-Mestre da Ordem de Leopoldo II
- Cavaleiro da Ordem do Tosão de Ouro
- Grau de Grã-Cruz da Ordem Militar de Avis de Portugal (11 de dezembro de 1985)[13]
- Grau de Grande-Colar da Ordem do Infante D. Henrique de Portugal (13 de dezembro de 1999)[13]

## Ancestrais
Dom Pedro I do Brasil